# Kwestia honoru
Kwestia honoru (tyt. oryg. Field of dishonor) – czwarty tom cyklu o Honor Harrington amerykańskiego pisarza Davida Webera, opublikowany po raz pierwszy przez Baen Books pod koniec roku 1994.
Akcja powieści rozgrywa się kilka tygodni po zakończeniu poprzedniego tomu. Kwestia honoru odchodzi od przeważających poprzednio w cyklu kwestii militarnych, zgłębiając mechanizmy polityki Gwiezdnego Królestwa i przedstawiając w większym detalu świat Manticore, wcześniej jedynie zarysowany.

## Fabuła
Kilka tygodni po Bitwie o Hancock z Krótkiej, zwycięskiej wojenki kapitan Honor Harrington i jej okręt, HMS Nike przybywają na Manticote, wioząc na pokładzie kapitana-lorda Pavela Younga, oczekującego sądu wojskowego, oraz admirała Marka Sarnowa, który przybył do stolicy na rehabilitację po odniesionych ranach. Nad Youngiem odbywa się sąd wojskowy i kapitan-lord zostaje oficjalnie wydalony z Królewskiej Marynarki pod zarzutem tchórzostwa w obliczu wroga. W momencie ogłoszenia wyniku sądu ojciec Pavela umiera na zawał serca, przez co lord Young zostaje reprezentantem swojego hrabstwa w Izbie Lordów. Usatysfakcjonowana obrotem spraw, Honor korzysta z wakacji i wyjeżdża na Grayson, by podjąć obowiązki Patrona (diuka).
Tymczasem w rządzie Manticore panuje niezgoda. Po Bitwie o Hancock, w której Ludowa Republika Haven zaatakowała Królestwo, w Haven doszło do zamachu stanu, w wyniku którego władzę przejęła inna grupa. Z tego powodu parlament nie jest zgodny w kwestii wypowiedzenia Ludowej Republice wojny. Zasiadający w Izbie Lordów Pavel Young nie przejmuje się jednak tymi dyskusjami, zamiast tego tworząc plan prywatnej zemsty na Honor.

## Główne postaci

### Gwiezdne Królestwo Manticore
- Honor Harrington – główna bohaterka powieści, kapitan Królewskiej Marynarki Wojennej i dowódczyni HMS Nike. Hrabina Gwiezdnego Królestwa i Patronka Protektoratu Graysona. Jest znana i lubiana przez media, nazywające ją "Salamandrą", ponieważ "zawsze jest tam, gdzie jest najgoręcej". W dzieciństwie połączył się z nią mentalną więzią treecat, którego nazwała Nimitz. Uchodzi za znakomitego taktyka i nauczycielkę, jest lubianym i szanowanym dowódcą. Dzięki wychowaniu na planecie o ciążeniu większym od ziemskiego posiada większą siłę i refleks.
- Pavel Young – lord Gwiezdnego królestwa, były kapitan Królewskiej Marynarki. Jest egocentrykiem traktującym innych ludzi jak przedmioty, przekonanym o własnej wyższości z powodu urodzenia. W czasach pobytu w Akademii Marynarki próbował zgwałcić Honor – w odpowiedzi połamała mu kości, nie wniosła jednak zarzutów, ponieważ nie sądziła, by ktokolwiek jej uwierzył. Od tego czasu Young żywi silną nienawiść w stosunku do Honor i usiłuje utrudnić jej karierę, kiedy to tylko możliwe.
- Paul Tankersley – kapitan Królewskiej Marynarki, oficer na Hephasteusie, głównej stoczni systemu Manticore. Jest kochankiem i miłością Honor. Z wykształcenia jest inżynierem – zaprojektował pierwszy skafander kosmiczny dla treecatów. Ma pogodne usposobienie, ale jest realistą.
- Denver Summervale – były członek Królewskiego Korpusu Marines, kuzyn obecnego premiera Gwiezdnego Królestwa. Został wydalony za zamordowanie kilkunastu oficerów pod pozorem pojedynków. Obecnie jest "pojedynkującym się na zlecenie", zawodowym zabójcą mordującym swoje ofiary poprzez pojedynek.
- Michelle "Mike" Henke – komandor Królewskiej Marynarki Wojennej, pierwsza oficer HMS Nike. Jest przyjaciółką Honor od czasów Akademii, gdzie dzieliły razem pokój. Jej kuzynka to królowa Manticote. Mike troszczy się o Honor, często usiłuje naprawić niską samoocenę Harrington.

### Protektorat Graysona
- Benjamin Mayhew IX – Protektor Graysona, władca planety. Jako pierwszy Protektor uczęszczał do szkół poza planetą. W porównaniu z innymi mieszkańcami Graysona uchodzi za postępowca: jako pierwszy nadał kobiecie tytuł Patrona, wprowadził wiele reform zwiększających możliwości kobiet w patriarchalnym społeczeństwie.
- Howard Clinkscales – zarządca Domeny Harrington i jej regent pod nieobecność Honor. Przed przyjęciem tego stanowiska był szefem graysońskiej straży pałacowej. Jest z natury konserwatystą i niechętnie podchodzi do jakichkolwiek zmian. Przyjął stanowisko regenta, ponieważ uważa, że ktoś powinien krytycznie oceniać wszystkie zmiany, jakie zachodzą na Graysonie[2].

## Miejsca
- Gwiezdne Królestwo Manticore – monarchia parlamentarna rządzona przez królową Elżbietę III, z premierem Allenem Summervale’em jako szefem rządu. Jego parlament składa się z Izby Lordów, w której stanowiska są dziedziczne, oraz Izby Gmin, do której co kilka lat odbywają się wybory. Obejmuje trzy planety w systemie Manticore (Manticore, Sphinx i Gryphon), planetę Medusa w systemie Basilisk oraz kilkanaście baz wojskowych w niezamieszkanych systemach gwiezdnych. Królestwo jest państwem, które zainicjowało Sojusz – związek wojskowy kilku niewielkich państw zdecydowanych przeciwstawić się agresji Ludowej Republiki Haven. Uchodzi za jedno z najbogatszych państw zamieszkanej przestrzeni, a jego siły wojskowe są najnowocześniejsze ze wszystkich. Prawo Królestwa dopuszcza pojedynki[2].
- Protektorat Graysona – państwo ulokowane na planecie Grayson w systemie Yeltsin, rządzone przez Protektora z dynastii Mayhew oraz Konklawe Patronów, tj. właścicieli ziemskich. Wszyscy mieszkańcy są wyznawcami Kościoła Ludzkości Uwolnionej, który początkowo głosił odejście od wszelkiej technologii, a obecnie popiera patriachat. W państwie żyje około trzy razy więcej kobiet niż mężczyzn i zgodnie ze zwyczajem każdy mężczyzna ma trzy żony. Ponieważ planeta posiada wyjątkowo wysoką koncentrację ciężkich pierwiastków, ludność żyje w zamkniętych, filtrowanych budynkach, a na zewnątrz wychodzi w maskach gazowych[3].